# Nibbs Carter
Nibbs Carter (Cleethorpes; 7 de septiembre de 1966) es un músico inglés conocido por ser el bajista de la banda de heavy metal Saxon.
Inició su carrera como músico de sesión junto a Eddie Clarke, en la banda Fastway en 1987, en donde fue parte de las grabaciones del disco On the Target. Posteriormente en 1988, se unió a la banda Saxon en reemplazo de Paul Johnson, durante la gira promocional del álbum Destiny. Desde aquel entonces, ha sido miembro activo de la agrupación hasta el día de hoy, convirtiéndose en el bajista con más años de permanencia en la banda.
Debutó con tan solo veintidós años de edad en el grupo inglés, en un concierto en vivo en Budapest. Inmediatamente fue aceptado por los fanáticos, gracias a su carácter dominante y su gran puesta en escena. Además de ser bajista es un gran compositor, que en palabras del crítico Eduardo Rivadavia, «inyectó nueva vida a la banda, gracias a sus canciones agresivas».
Además de ser parte de Saxon, Carter ha participado en ciertas ocasiones como bajista del músico Paul Di'Anno y ha colaborado en bandas como Pharao, Thomsen y Bassinvaders.

## Discografía
| - 1989: Rock 'n' Roll Gypsies - 1990: Greatest Hits Live - 1991: Solid Ball of Rock - 1992: Forever Free - 1995: Dogs of War - 1996: The Eagle Has Landed Part II - 1997: Unleash the Beast - 1999: Metalhead - 2001: Killing Ground - 2002: Heavy Metal Thunder - 2004: Lionheart - 2006: The Eagle Has Landed Part III - 2007: The Inner Sanctum - 2009: Into the Labyrinth - 2011: Call to Arms - 2012: Heavy Metal Thunder - Live: Eagles Over Wacken - 2013: Sacrifice - 2015: Battering Ram - 2018: Thunderbolt | - 1988 - Fastway: On the Target - 1990 - Varios artistas: All Stars - 2001 - Varios artistas: 666 The Number of the Beast - A Tribute to Iron Maiden - 2008 - Bassinvaders: Hellbassbeaters - 2009 - Pharao: Road to Nowhere (coros) - 2010 - Thomsen: Let's Get Ruthless |